# Sulo Bärlund
Sulo Richard Bärlund (* 15. April 1910 in Kangasala; † 13. April 1986 ebenda) war ein finnischer Leichtathlet, der hauptsächlich in der Disziplin Kugelstoßen aktiv war.
Von Beruf Klempner, war Bärlund bei diversen Sportvereinen in Tampere (Tampereen Kullervo, Tampereen Veikkot, Tampereen Pyrintö) aktiv. Er gewann siebenmal die finnischen Meisterschaften im Kugelstoßen und dreimal die des Arbeitersportverbands TUL. Er schaffte es als erster Finne, die 16-Meter-Grenze zu übertreffen, und stellte am 12. Juli 1936 mit 16,23 m einen finnischen Rekord im Kugelstoßen auf, der bis in die 1950er-Jahre halten sollte.
Bei den Olympischen Sommerspielen 1936 in Berlin gewann er mit 16,12 m (15,68 - 16,03 - 14,98 - 15,52 - 16,12 - 15,42) die Silbermedaille hinter Hans Woellke.